# Энергетика Брянской области
Энергетика Брянской области — сектор экономики региона, обеспечивающий производство, транспортировку и сбыт электрической и тепловой энергии. По состоянию на конец 2020 года, на территории Брянской области эксплуатировалась одна электростанция — Клинцовская ТЭЦ мощностью 10 МВт. В 2020 году она произвела 44 млн кВт·ч электроэнергии.

## История
Первая электростанция в Брянске была построена в конце 19 века на территории Брянского арсенала, ее мощность первоначально составляла около 20 кВт, к 1902 году её мощность была увеличена до 990 кВт. Активное развитие электрификации в дореволюционном Брянске связано с деятельностью Акционерного общества Мальцевских заводов, объединявшего ряд предприятий в регионе. Установленные на этих предприятиях энергоустановки обеспечивали как промышленные нужды, так и отпускали электроэнергию близлежащим потребителям. В 1912 году была введена в эксплуатацию линия электропередачи протяжённостью 24 км и напряжением 22 кВ между электростанциями цементного завода (ныне город Фокино) и вагоностроительным заводом в Радице (ныне Володарский район Брянска), ставшая прообразом региональной энергосистемы. В 1916 году в Брянске заработала первая электростанция общего пользования, состоящая из двух дизель-генераторов общей мощностью 260 кВт.
По состоянию на 1920 год, в районе Брянска имелись следующие электростанции: ЭС Бежицкого завода — 8750 кВт, ЭС Мальцевского цементного завода — 4250 кВт, ЭС Брянского арсенала — 1085 кВт, Брянская городская электростанция — 210 кВт. Этих мощностей для энергоснабжения Брянского промышленного района было недостаточно, в связи с чем в 1927 году в соответствии с планом ГОЭЛРО было начато строительство Брянской ГРЭС вблизи посёлка Белые Берега. Первая очередь Брянской ГРЭС мощностью 22 МВт (два турбоагрегата мощностью по 11 МВт) была введена в эксплуатацию в 1931 году, в качестве топлива электростанция использовала торф. В 1937 году была введена в эксплуатацию также работавшая на торфе Клинцовская ТЭЦ. В 1939 году на основе Брянской ГРЭС был создан Брянский энергокомбинат, к 1941 году протяжённость ЛЭП 22-110 кВ в регионе достигла 385 км.
В ходе Великой Отечественной войны, в 1941 году оборудование Брянской ГРЭС было эвакуировано. В результате оккупации и боевых действий энергетическому хозяйству региона был нанесён большой ущерб. Восстановление Брянской ГРЭС началось в 1943 году, первая очередь станции в составе одного турбоагрегата мощностью 11 МВт была вновь введена в эксплуатацию в 1945 году, в 1948 году был смонтирован второй турбоагрегат мощностью 28 МВт, в 1955 году — третий турбоагрегат мощностью 25 МВт. В 1957 году было образовано районное энергетическое управление (РЭУ) «Брянскэнерго». В 1959 году была введена в эксплуатацию линия электропередачи длиной 163 км и напряжением 220 кВ до Черепетской ГРЭС, в результате чего Брянская область была подключена к единой энергосистеме страны. Одновременно велась работа по подключению сельских районов к централизованному энергоснабжению, завершенная к 1970 году.
В 2012 году Брянская ГРЭС прекратила выработку электроэнергии, а в 2017 году — и тепла, её функции в части теплоснабжения взяла на себя вновь построенная котельная. В 2018 году на Клинцовской ТЭЦ были смонтированы газопоршневые установки, после чего устаревшее паротурбинное оборудование было выведено из эксплуатации. Ведется расширение Клинцовской ТЭЦ с монтажом трёх дополнительных газопоршневых установок, что позволит увеличить мощность станции до 23,253 МВт, эти работы планируется завершить в 2021 году.

## Генерация электроэнергии
По состоянию на конец 2020 года, на территории Брянской области эксплуатировалась одна электростанция — Клинцовская ТЭЦ. Станция расположена в г. Клинцы, является основным источником теплоснабжения города. Газопоршневая теплоэлектроцентраль, совмещённая с водогрейной котельной, в качестве топлива использует природный газ. Эксплуатируемые в настоящее время агрегаты введены в эксплуатацию в 2018 году, при этом сама станция эксплуатируется с 1937 года. Установленная электрическая мощность станции — 10,062 МВт, тепловая мощность — 106,52 Гкал/час. Фактическая выработка электроэнергии в 2020 году — 44,36 млн кВт·ч. Оборудование станции включает в себя три когенерационных газопоршневых агрегата мощностью по 3,356 МВт, два паровых котла и два водогрейных котла. Принадлежит ООО «Клинцовская ТЭЦ» (дочернее общество ПАО «ККС-Групп»).

## Потребление электроэнергии
Потребление электроэнергии в Брянской области (с учётом потребления на собственные нужды электростанций и потерь в сетях) в 2020 году составило 4203 млн кВт·ч, максимум нагрузки — 725 МВт. Таким образом, Брянская область является энергодефицитным регионом, дефицит покрывается за счёт перетоков из соседних регионов. В структуре энергопотребления население занимает 34 %, промышленность — 18 %. Крупнейшие потребители электроэнергии (по итогам 2019 года): АО «Транснефть-Дружба» — 330 млн кВт·ч, АО «Мальцовский портландцемент» — 207 млн кВт·ч, ООО «Брянский Бройлер» — 155 млн кВт·ч. Функции гарантирующего поставщика электроэнергии выполняет филиал «Брянскэнергосбыт» ООО «Газпром энергосбыт Брянск».

## Электросетевой комплекс
Энергосистема Брянской области входит в ЕЭС России, являясь частью Объединённой энергосистемы Центра, находится в операционной зоне филиала АО «СО ЕЭС» — «Региональное диспетчерское управление энергосистем Смоленской, Брянской и Калужской областей» (Смоленское РДУ). Энергосистема региона связана с энергосистемами Калужской области по одной ВЛ 220 кВ и трём ВЛ 110 кВ, Курской области по одной ВЛ 750 кВ и одной ВЛ 220 кВ, Липецкой области по одной ВЛ 500 кВ, Тульской области по одной ВЛ 220 кВ, Орловской области по трём ВЛ 110 кВ, Смоленской области по одной ВЛ 750 кВ и одной ВЛ 110 кВ, Белоруссии по четырём ВЛ 110 кВ и одной ВЛ 35 кВ.
Общая протяженность линий электропередачи напряжением 110—750 кВ составляет 3450 км, в том числе линий электропередачи напряжением 750 кВ — 117 км, 500 кВ — 75,6 км, 220 кВ — 707,6 км, 110 кВ — 2549,7 км. Магистральные линии электропередачи напряжением 220—750 кВ эксплуатируются филиалом ПАО «ФСК ЕЭС» — «Новгородское ПМЭС», распределительные сети напряжением 110 кВ и ниже — филиалом ПАО «Россети Центр» — «Брянскэнерго» (в основном) и территориальными сетевыми организациями.